# Line Verndal

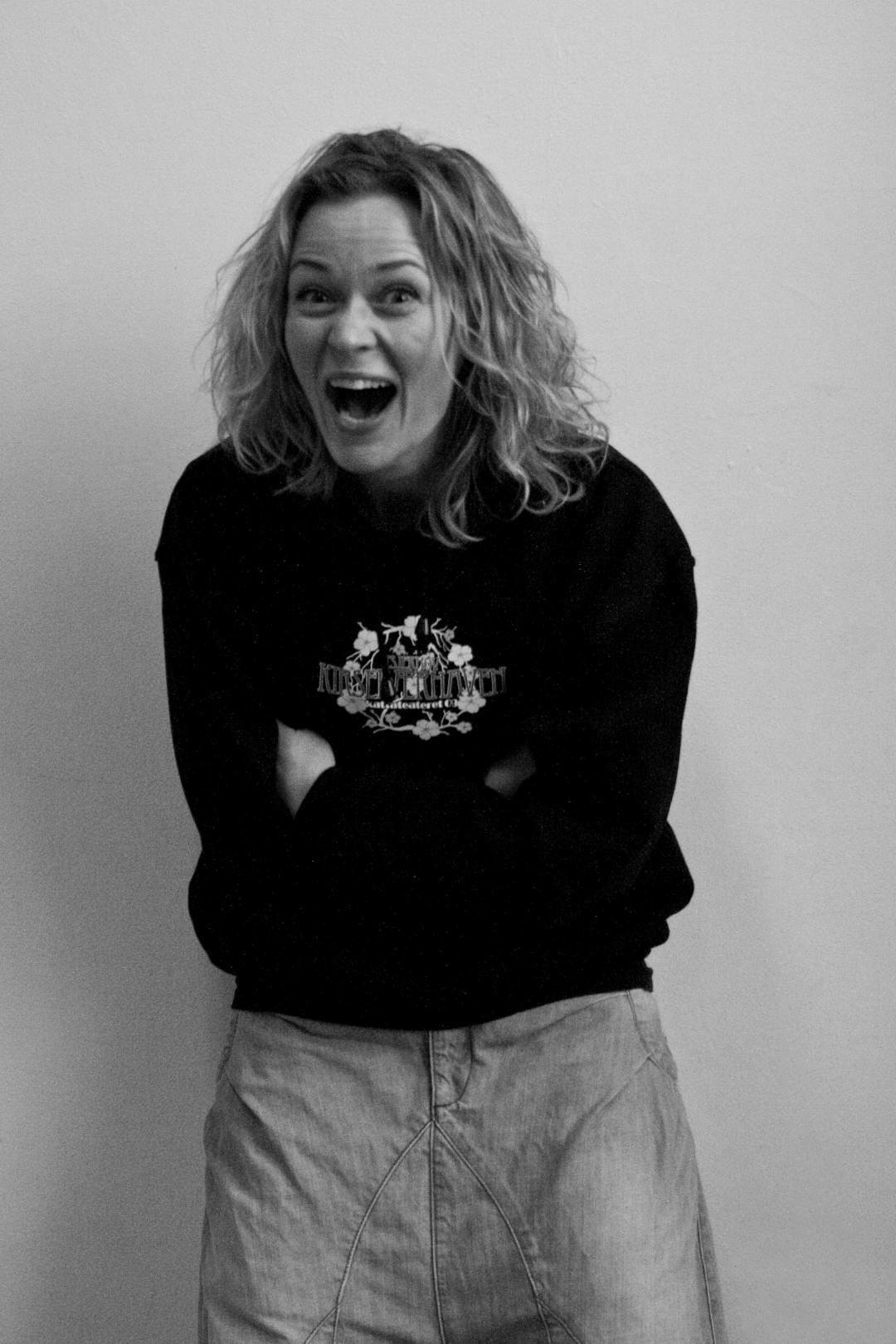
Line Verndal (2009)

Line Cecilie Verndal (* 23. März 1972 in Oslo, Norwegen) ist eine norwegische Schauspielerin.

## Leben
Line Verndal absolvierte 1995 erfolgreich ihr Schauspielstudium an der Statens teaterhøgskole. Anschließend arbeitete sie mehrere Jahre als Schauspielerin an unterschiedlichen Theatern, darunter dem Oslo Nye Teater, Det Norske Teatret und Den Nationale Scene. Parallel dazu begann sie auch beim Norwegischen Film zu arbeiten und war seitdem unter anderem in Produktionen wie Dina – Meine Geschichte und Kim und die Wölfe zu sehen. Ihren größten Erfolg hatte sie 2010 mit dem von Maria Sødahl inszenierten Drama Limbo. Ihre Darstellung der Sonia, die mit ihrer Familie nach Trinidad auswandert und anschließend ihren Halt durch die Affäre ihres Mannes verliert, wurde 2011 mit einer Auszeichnung des norwegischen Filmpreises Amanda als Beste Hauptdarstellerin gewürdigt.

## Filmografie (Auswahl)
- 1997: Rache für meine Tochter (Salige er de som tørster)
- 1997: Livredd
- 2001:Nissene på låven (Fernsehserie, 24 Folgen)
- 2002: Dina – Meine Geschichte (Jeg Er Dina)
- 2003: Kim und die Wölfe (Ulvesommer)
- 2008–2010: Himmelblå (Fernsehserie, 24 Folgen)
- 2010: Limbo
- 2011: Varg Veum – Gefährten des Todes (Varg Veum – Dødens drabanter)
- 2011: Nissene over skog og hei (Fernsehserie, 24 Folgen)
- 2013: Mad Ship
- 2014: Operation Arktis (Operasjon Arktis)
- 2016: Krigarnas ö
- 2016–2018: Aber Bergen (Fernsehserie, 30 Folgen)
- 2018–2019: Det kunne vært verre (Fernsehserie, zwei Folgen)
- 2019–2020: Weihnachten zu Hause (Hjem til jul, Fernsehserie, neun Folgen)
- 2020–2021: Ragnarök (Fernsehserie, sechs Folgen)
- 2021: Clue – Maltesergåten
- 2021:Nissene i bingen (Fernsehserie, 24 Folgen)
- 2022: Helt super
- 2022: Jentetur
- 2022: Tack för senast
- 2022: Ein Sturm zu Weihnachten (A Storm for Christmas, Fernsehserie, fünf Folgen)
- 2023: Casper und Emma (Fernsehserie, Folge 3x05 Lager orkester)
- 2023: Føkkings Fladseth (Fernsehserie, vier Folgen)